# NGC 4716
NGC 4716 ist eine Linsenförmige Galaxie vom Hubble-Typ S0 im Sternbild Jungfrau auf der Ekliptik. Sie ist schätzungsweise 195 Millionen Lichtjahre vom Milchstraße entfernt und hat einen Durchmesser von etwa 60.000 Lichtjahren.

Die Galaxie bildet mit ihren Nachbarn NGC 4717 und PGC 43465 das wechselwirkendes Galaxientrio KTS 46A. Gemeinsam mit drei weiteren Galaxien bildet sie die NGC 4760-Gruppe (LGG 312).

Im selben Himmelsareal befinden sich u. a. die Galaxien NGC 4703, NGC 4764, NGC 4759, IC 3826.
Die Typ-Ia-Supernova SN 1981F wurde hier beobachtet.
Das Objekt wurde am 12. April 1882 von Wilhelm Tempel entdeckt.